# Liste der Kulturgüter in Birmenstorf
Die Liste der Kulturgüter in Birmenstorf enthält alle Objekte in der Gemeinde Birmenstorf im Kanton Aargau, die gemäss der Haager Konvention zum Schutz von Kulturgut bei bewaffneten Konflikten, dem Bundesgesetz vom 20. Juni 2014 über den Schutz der Kulturgüter bei bewaffneten Konflikten sowie der Verordnung vom 29. Oktober 2014 über den Schutz der Kulturgüter bei bewaffneten Konflikten unter Schutz stehen.
Objekte der Kategorie A sind im Gemeindegebiet nicht ausgewiesen, Objekte der Kategorie B sind vollständig in der Liste enthalten, Objekte der Kategorie C fehlen zurzeit (Stand: 1. Januar 2023). Unter übrige Baudenkmäler sind weitere geschützte Objekte zu finden, die in der Bau- und Nutzungsordnung der Gemeinde verzeichnet und nicht bereits in der Liste der Kulturgüter enthalten sind.

## Kulturgüter
| Foto |                                                                            | Objekt                                        | Kat. | Typ | Standort                          | Beschreibung |
| ---- | -------------------------------------------------------------------------- | --------------------------------------------- | ---- | --- | --------------------------------- | --- |
| ja   | Datei hochladen · Wikidata zu Paritätische Kirche (Birmenstorf) (Q2052466) | Friedhofkapelle mit Fresken KGS-Nr.: 00063    | B    | G   | Schurfleweg 2.2 661087 / 257127   | Ehemaliger Chor der 1937 abgebrochenen Paritätischen Kirche, seither als Friedhofskapelle genutzt. Im Innern erhalten gebliebene romanische Gestaltungsmerkmale mit Fresken aus der Zeit um 1300. |
| BW   | Datei hochladen · Wikidata zu Vielzweckbau (Q29575714)                     | Vielzweckbau KGS-Nr.: 15212                   | B    | G   | Badenerstrasse 33 661361 / 256899 | Bauernhaus von 1821 mit ungewöhnlicher dreigeschossiger Raumdisposition. Bestehend aus Scheune in der Mitte, die von zwei Ställen flankiert wird. Zusammengefasst durch gemeinsames Sparrendach. |
| ja   | Datei hochladen · Wikidata zu Dorfbrunnen (Q29575710)                      | Dorfbrunnen KGS-Nr.: 15213                    | B    | K   | Kirchstrasse 660963 / 256960      | Aus dem Jahr 1574 stammender Brunnen, wahrscheinlich durch Anton Wyg aus Brugg geschaffen. In das Eisenband, das den neuneckigen Trog umfasst, sind die Wappen der Achte Alten Orte der Eidgenossenschaft eingraviert. Der Trog wurde 1756 erneuert, der Brunnenstock ist mit Voluten verziert.                                                |
| ja   | Datei hochladen · Wikidata zu Evangelisch-reformierte Kirche (Q1645730)    | Evangelisch-reformierte Kirche KGS-Nr.: 15214 | B    | G   | Bolleraiweg 4 660765 / 257295     | Von Albert Maurer geplantes und 1935/36 von Vogelsanger und Maurer erbaute Saalkirche im Stil des Neuen Bauens. Markante Lage auf dem Bollrainhügel. An der südöstlichen Längsseite gedrungener Rechteckturm mit Glockenstube. Die Kirchenglocken entstanden ursprünglich im 15. bis 17. Jahrhundert und stammen aus der Stadtkirche Lenzburg. |

## Übrige Baudenkmäler
| ID   | Foto |                                                                                   | Objekt                                   | Typ | Standort                                               | Beschreibung |
| ---- | ---- | --------------------------------------------------------------------------------- | ---------------------------------------- | --- | ------------------------------------------------------ | ------------ |
| 902  | ja   | Datei hochladen · Wikidata zu Römisch-katholische Pfarrkirche Leodegar (Q1736361) | Römisch-katholische Pfarrkirche Leodegar | G   | Chileweg 4.1 661095 / 257100                           |              |
| 903  | ja   | Datei hochladen                                                                   | Römisch-katholisches Pfarrhaus           | G   | Kirchstrasse 11 661044 / 257089                        |              |
| 904  | ja   | Datei hochladen                                                                   | Gasthof zum Bären                        | G   | Kirchstrasse 7 660994 / 257023                         |              |
| 905  | BW   | Datei hochladen                                                                   | Pfarrscheune                             | G   | Kirchstrasse 13 661045 / 257108                        |              |
| 906  | BW   | Datei hochladen                                                                   | Altes Schulhaus                          | G   | Widegass 2 661019 / 257091                             |              |
| 907  | BW   | Datei hochladen                                                                   | Bauernhaus                               | G   | Bruggerstrasse 24 660804 / 257070                      |              |
| 908  | BW   | Datei hochladen                                                                   | Bauernhaus                               | G   | Bruggerstrasse 19 660799 / 257032                      |              |
| 909  | BW   | Datei hochladen                                                                   | Wohnhaus                                 | G   | Badenerstrasse 6 660981 / 256870                       |              |
| 910  | BW   | Datei hochladen                                                                   | ehemalige Taverne zum Adler              | G   | Badenerstrasse 3, 5 660989 / 256946                    |              |
| 911  | BW   | Datei hochladen                                                                   | ehemalige Taverne zum Bären              | G   | Badenerstrasse 7, 9 661000 / 256937                    |              |
| 912  | BW   | Datei hochladen                                                                   | Bauernhaus                               | G   | Badenerstrasse 17, 19, 21 661090 / 256886              |              |
| 913  | BW   | Datei hochladen                                                                   | Fabrikantenvilla von Max Zehnder, Birmo  | G   | Badenerstrasse 23 661133 / 256857                      |              |
| 914  | BW   | Datei hochladen                                                                   | Bauernhaus                               | G   | Badenerstrasse 27 661215 / 256874                      |              |
| 915  | BW   | Datei hochladen                                                                   | Bauernhaus                               | G   | Badenerstrasse 29 661274 / 256907                      |              |
| 916  | BW   | Datei hochladen                                                                   | Bauernhaus                               | G   | Badenerstrasse 33 661274 / 256907                      |              |
| 917  | BW   | Datei hochladen                                                                   | Bauernhaus                               | G   | Badenerstrasse 20 661357 / 256900                      |              |
| 918  | BW   | Datei hochladen                                                                   | Bauernhaus                               | G   | Gemeindehausstrasse 1 661099 / 256835                  |              |
| 919  | BW   | Datei hochladen                                                                   | Bauernhaus                               | G   | Gemeindehausstrasse 9 661062 / 256926                  |              |
| 921  | BW   | Datei hochladen                                                                   | Bauernhaus                               | G   | Geuggenwegli 17 661083 / 257023                        |              |
| 922  | BW   | Datei hochladen                                                                   | Bauernhaus                               | G   | Widegass 4 661121 / 256973                             |              |
| 923  | BW   | Datei hochladen                                                                   | Kleinbauernhaus, Taglöhnerhaus           | G   | Widegass 6 661083 / 257023                             |              |
| 924  | BW   | Datei hochladen                                                                   | Speicher                                 | G   | Eggstrasse 1 661025 / 257112                           |              |
| 926  | ja   | Datei hochladen                                                                   | Obere Trotte                             | G   | Eggstrasse 21 661133 / 257301                          |              |
| 928  | ja   | Datei hochladen                                                                   | Wohnhaus                                 | G   | Oberhard 5 662265 / 256961                             |              |
| 929  | ja   | Datei hochladen                                                                   | Untere Lindmühle                         | G   | Lindmüliweg 5 661719 / 255931                          |              |
| 930  | ja   | Datei hochladen                                                                   | Obere Lindmühle                          | G   | Lindmüliweg 2 661764 / 255921                          |              |
| 931  | ja   | Datei hochladen                                                                   | Bauernhaus                               | G   | Müslen 7 661960 / 254328                               |              |
| 932  | BW   | Datei hochladen                                                                   | Sodbrunnen                               | K   | Mellingerstrasse 1 661453 / 256807                     |              |
| 933A | ja   | Datei hochladen                                                                   | Brunnen von 1871                         | K   | Oberhardstrasse / Gemeindehausstrasse 661292 / 256923  |              |
| 933B | BW   | Datei hochladen                                                                   | Brunnen von 1883                         | K   | Chileweg 8/Gemeindehausstrasse 17 661181 / 257023      |              |
| 933C | BW   | Datei hochladen                                                                   | Brunnen von 1858                         | K   | Badenerstrasse 21 661102 / 256865                      |              |
| 933D | BW   | Datei hochladen                                                                   | Brunnen von 1898                         | K   | Gemeindehausstrasse 4 661122 / 256952                  |              |
| 933E | ja   | Datei hochladen                                                                   | Brunnen von 1901                         | K   | Kirchstrasse/Pfarrhaus 661049 / 257080                 |              |
| 933F | ja   | Datei hochladen                                                                   | Brunnen von 1893                         | K   | Widegass / Lättestrasse 660963 / 257194                |              |
| 933G | ja   | Datei hochladen                                                                   | Brunnen von 1877                         | K   | Oberhard 662230 / 256949                               |              |
| 933H | ja   | Datei hochladen                                                                   | Müsle-Brunnen von 1894                   | K   | gegenüber Müsle 7 661941 / 254335                      |              |
| 934A | ja   | Datei hochladen                                                                   | Wegkreuz Friedhof von 1667               | K   | 661059 / 257106                                        |              |
| 934B | BW   | Datei hochladen                                                                   | Friedhofkreuz von 1884                   | K   | Friedhof 661111 / 257119                               |              |
| 934C | BW   | Datei hochladen                                                                   | Friedhofkreuz von 1935                   | K   | Friedhof 661137 / 257112                               |              |
| 934D | ja   | Datei hochladen                                                                   | Wegkreuz von 1770                        | K   | Lättestrasse 1 660951 / 257181                         |              |
| 934E | ja   | Datei hochladen                                                                   | Wegkreuz Böse Lätte von 1679             | K   | 660862 / 257795                                        |              |
| 934F | ja   | Datei hochladen                                                                   | Wegkreuz Grund von 1832                  | K   | Mellingerstrasse 661712 / 256574                       |              |
| 934G | BW   | Datei hochladen                                                                   | Wegkreuz Muntwil von 1839                | K   | bei Müslen 3 662113 / 254606                           |              |
| 934H | ja   | Datei hochladen                                                                   | Wegkreuz von 1797 Müsle 7                | K   | 661955 / 254314                                        |              |
| 934I | BW   | Datei hochladen                                                                   | Wegkreuz Chrüz von 1937                  | K   | Badenerstrasse/Fislisbacherstrasse 661965 / 256610     |              |
| 934J | ja   | Datei hochladen                                                                   | Wegkreuz Eggli von 1951                  | K   | 661118 / 257487                                        |              |
| 934K | BW   | Datei hochladen                                                                   | Wegkreuz Stutz von 1950                  | K   | 661347 / 257154                                        |              |
| 936  | BW   | Datei hochladen                                                                   | Bauernhaus                               | G   | Widegass 8 660992 / 257168                             |              |
|      | ja   | Datei hochladen                                                                   | Bergwerkstollen Birmo                    | G   | Birmoweg (N12) 660204 / 257722                         |              |
|      | BW   | Datei hochladen                                                                   | Brunnen von 1883 (Güterregulierung 1979) | K   | Mooshaldeweg (K16) 660552 / 257501                     |              |
|      | BW   | Datei hochladen                                                                   | Brunnen                                  | K   | Stettberg (K15) 660147 / 257809                        |              |
|      | ja   | Datei hochladen                                                                   | Brunnen                                  | K   | Hohlgass (K07) 662465 / 256659                         |              |
|      | BW   | Datei hochladen                                                                   | Brunnen                                  | K   | Fislisbacherstrasse/Pfäfferacher (K03) 662635 / 256016 |              |
|      | ja   | Datei hochladen                                                                   | Brunnen                                  | K   | Muntwil 662103 / 254634                                |              |
|      | ja   | Datei hochladen                                                                   | Brunnen                                  | K   | Geuggewegli 661032 / 257031                            |              |
|      | BW   | Datei hochladen                                                                   | Brunnen                                  | K   | Lindmüli 661785 / 255858                               |              |
|      | BW   | Datei hochladen                                                                   | Grabhügel                                | F   | Ötlisberg (N04) 663061 / 256318                        |              |
|      | BW   | Datei hochladen                                                                   | Langenmarkstein                          | K   | Obere Oberhard (K28) 662677 / 257808                   |              |
|      | BW   | Datei hochladen                                                                   | Markstein                                | K   | Chlusgrabe (N01) 661568 / 254819                       |              |
|      | BW   | Datei hochladen                                                                   | Quellfassung                             | G   | Tuffgrueb (F10) 661830 / 255812                        |              |
|      | BW   | Datei hochladen                                                                   | Rebmauer                                 | G   | Stutz (K30) 661438 / 257104                            |              |
|      | BW   | Datei hochladen                                                                   | Stollen Birmo                            | G   | Oberhard (N13) 662015 / 257211                         |              |
|      | BW   | Datei hochladen                                                                   | Brunnen                                  | K   | Bättlerchuchi (K04) 663193 / 255942                    |              |
|      | BW   | Datei hochladen                                                                   | Brunnen Wei                              | K   | Weigass (F17) 661260 / 256486                          |              |

Legende: Siehe Legende der Liste der Kulturgüter von nationaler und regionaler Bedeutung. Anstelle der KGS-Nummer wird als Objekt-Identifikator (ID) die Inventar- oder Gebäudenummer in der Bau- und Nutzungsordnung der Gemeinde verwendet.